# Crataegus pinnatifida
Crataegus pinnatifida är en rosväxtart som beskrevs av Aleksandr Andrejevitj Bunge. Crataegus pinnatifida ingår i Hagtornssläktet som ingår i familjen rosväxter.

## Underarter
Arten delas in i följande underarter:
- C. p. major
- C. p. psilosa

## Bildgalleri

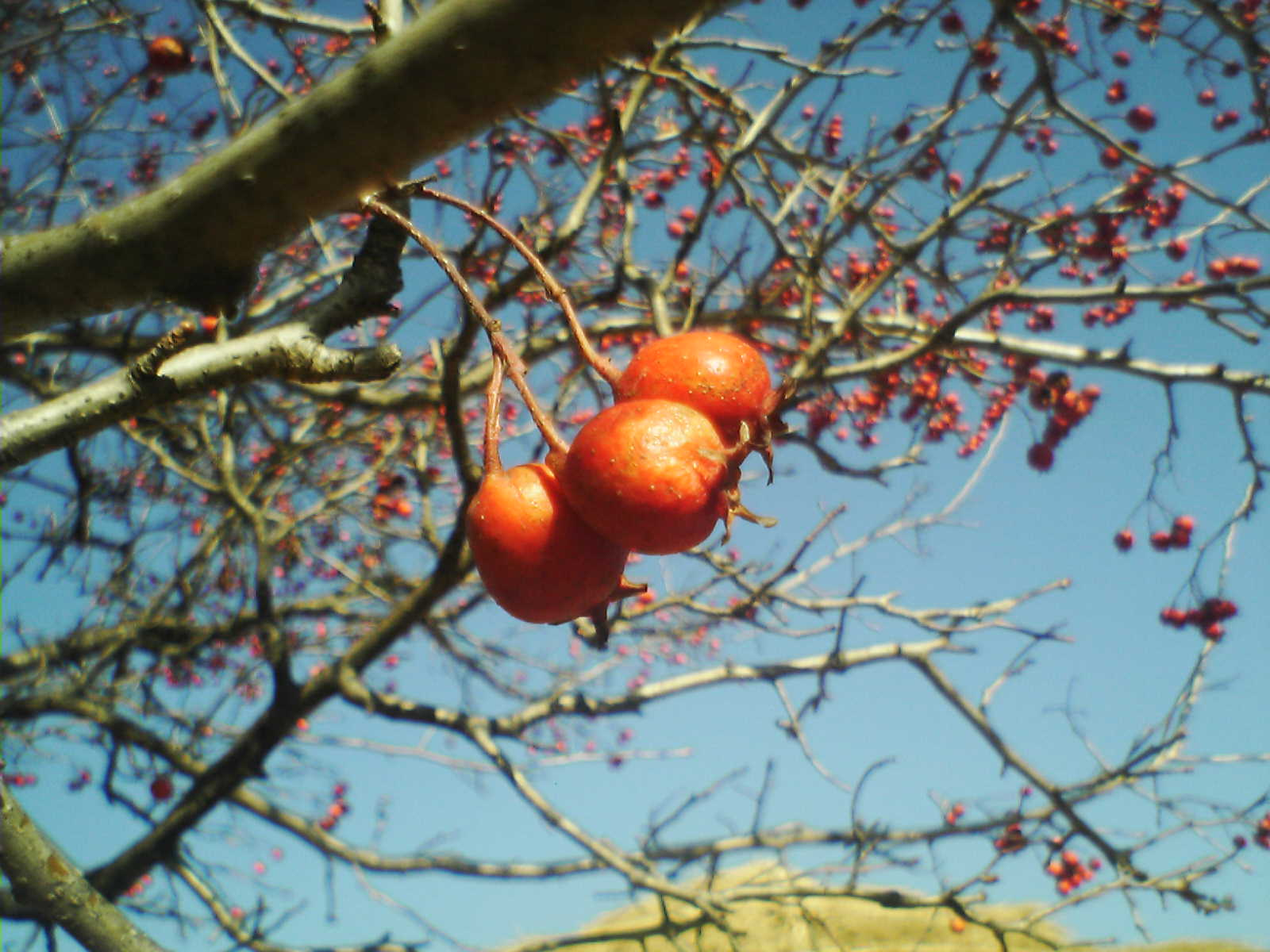
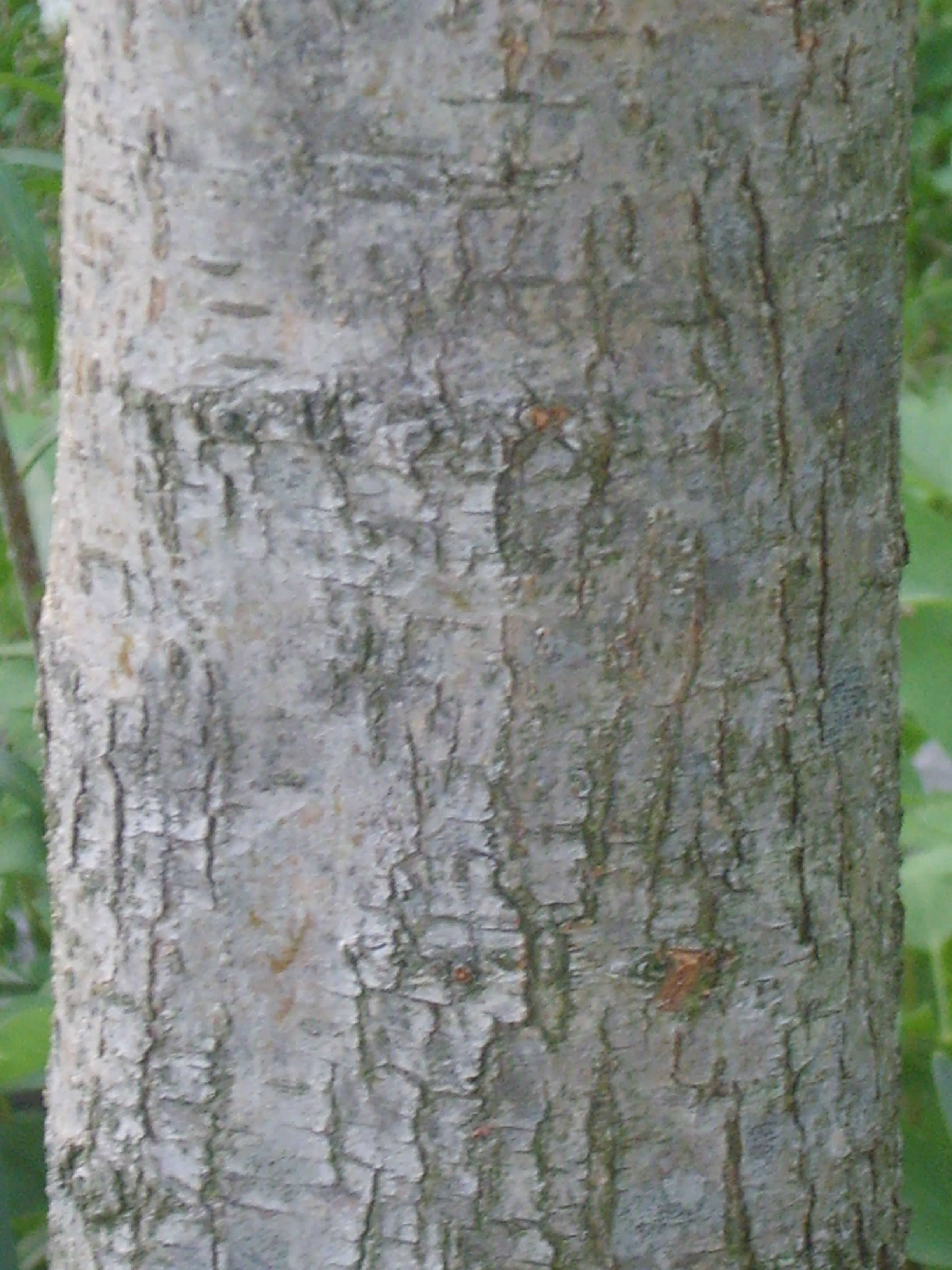
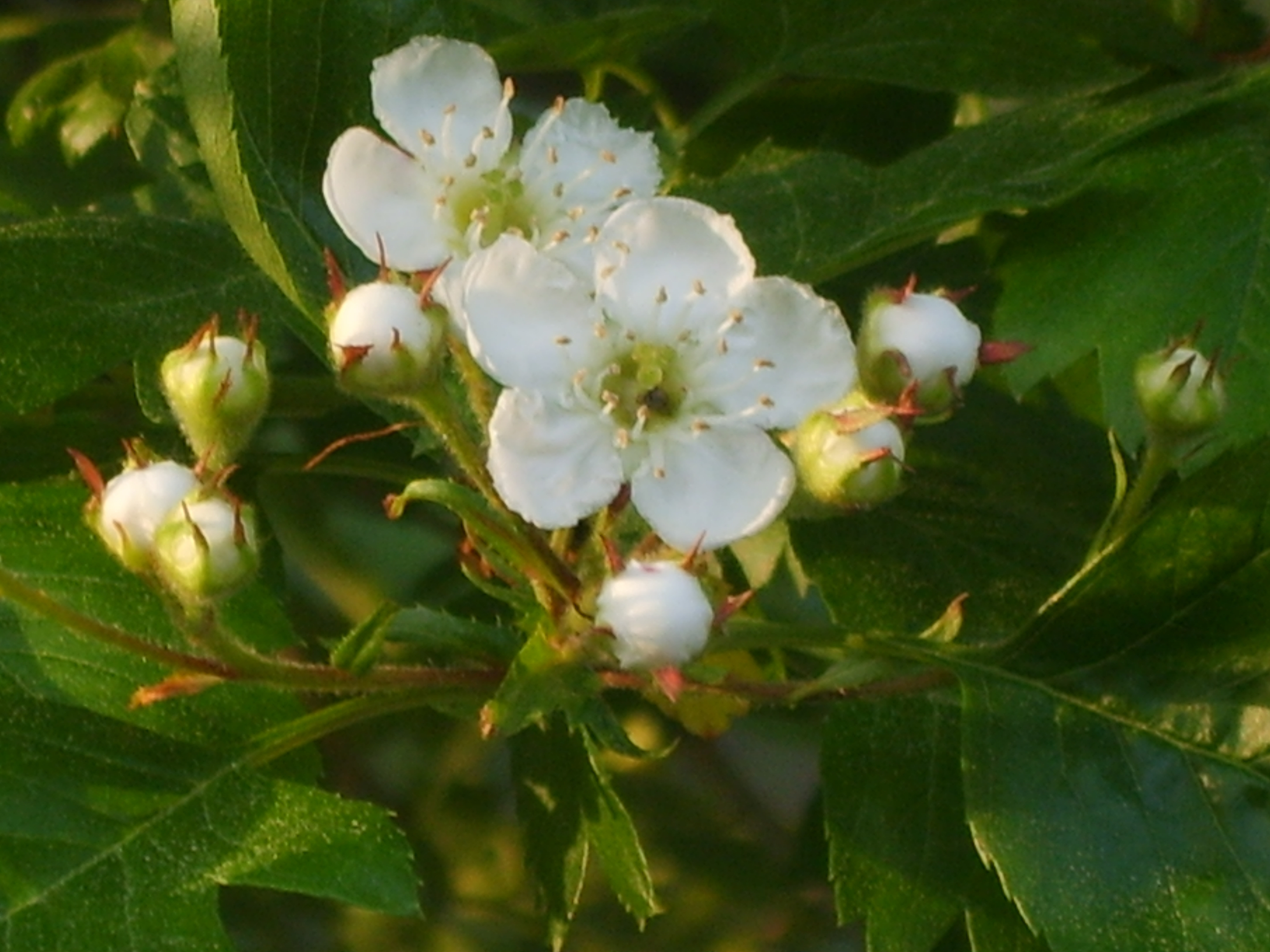
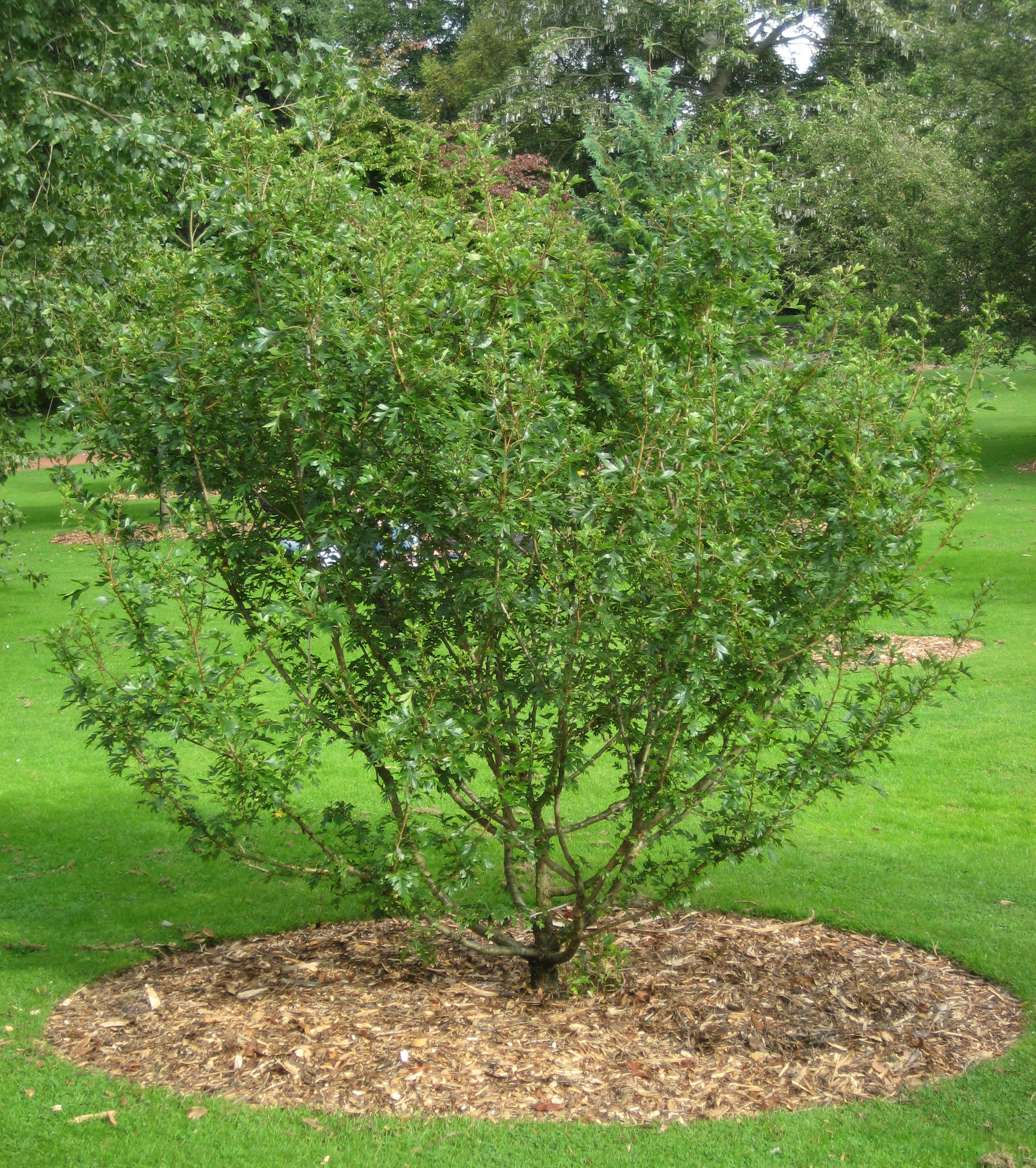
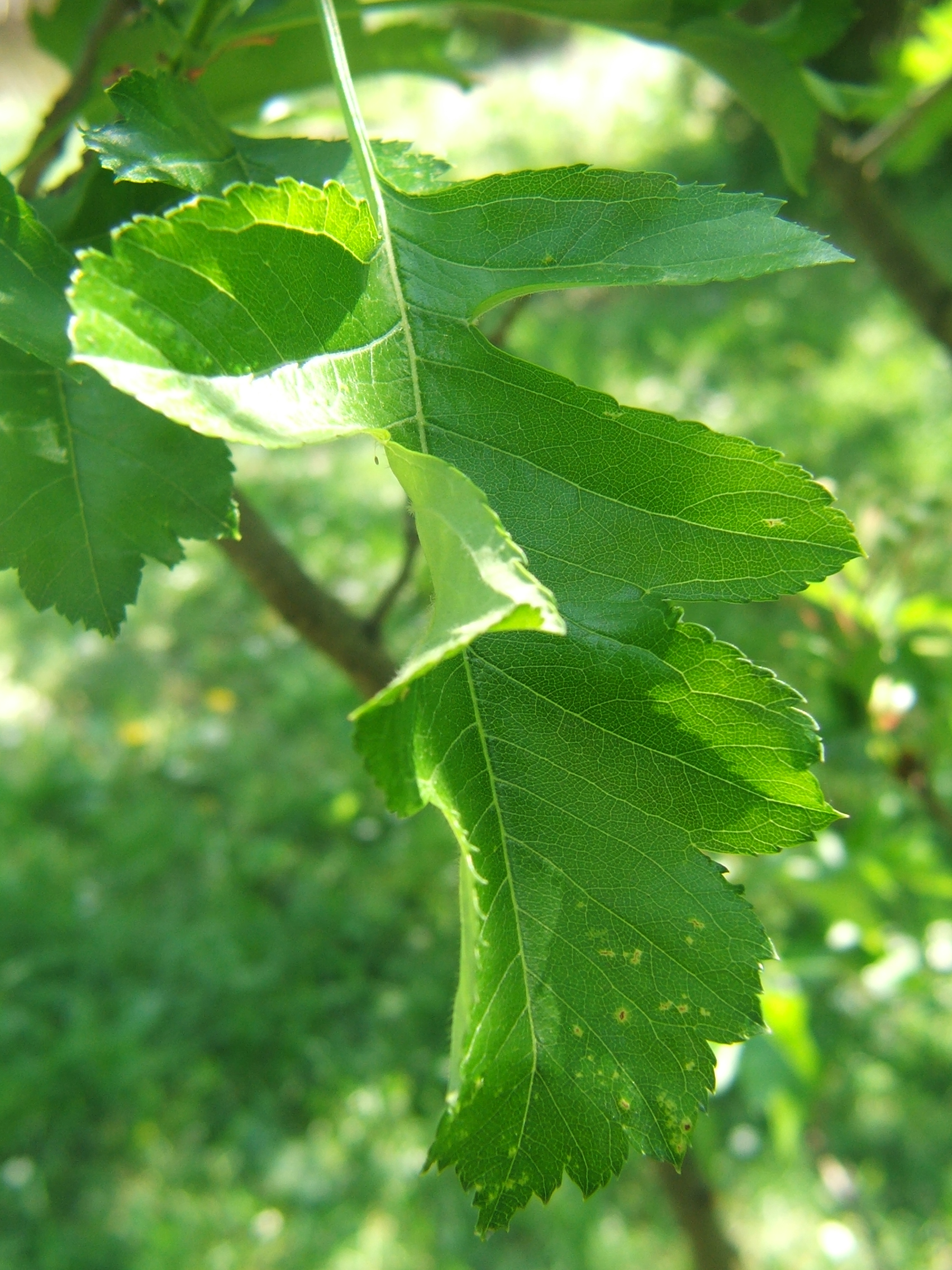
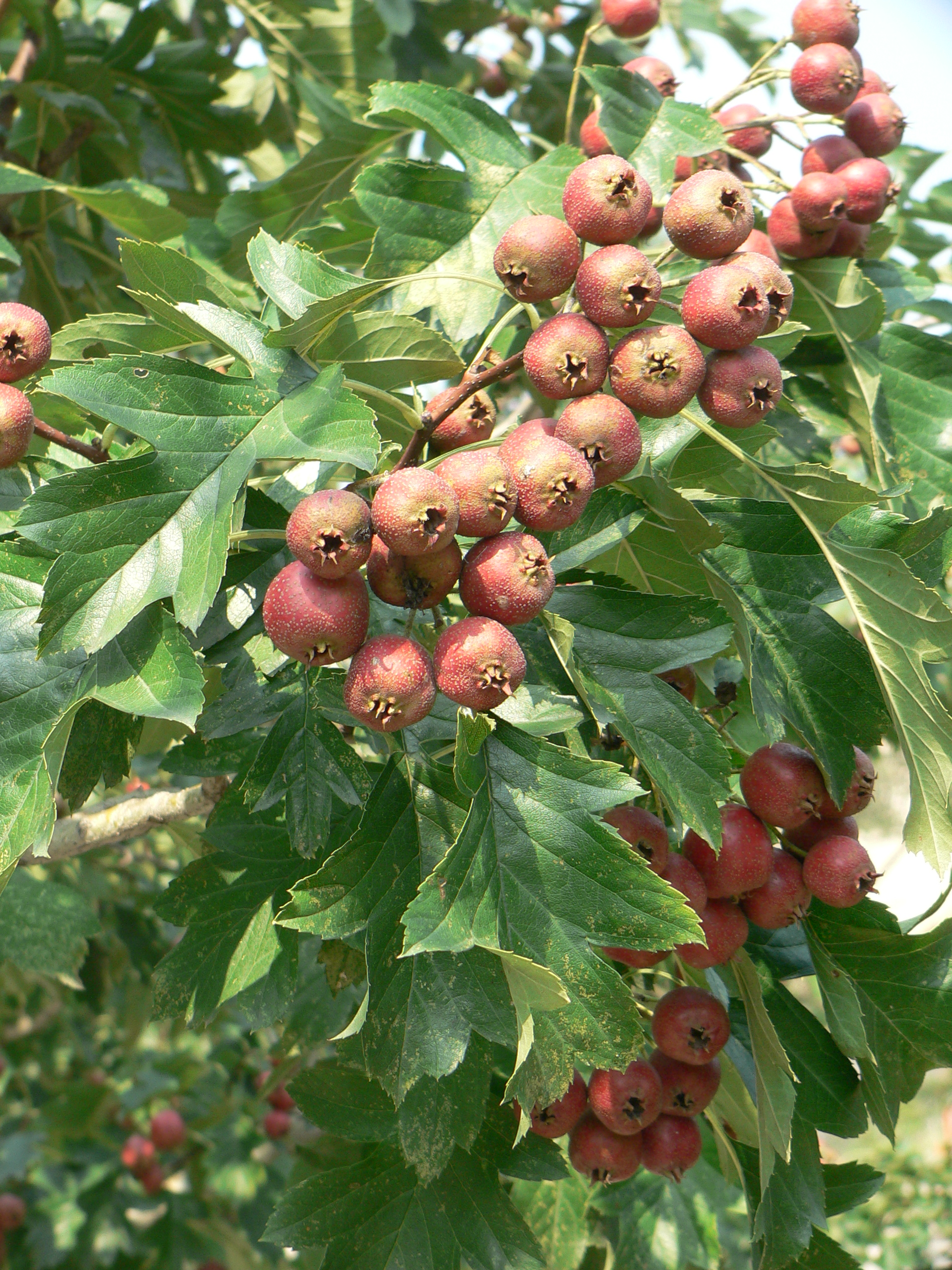